# Príncipe de Ligne

Príncipe de Ligne

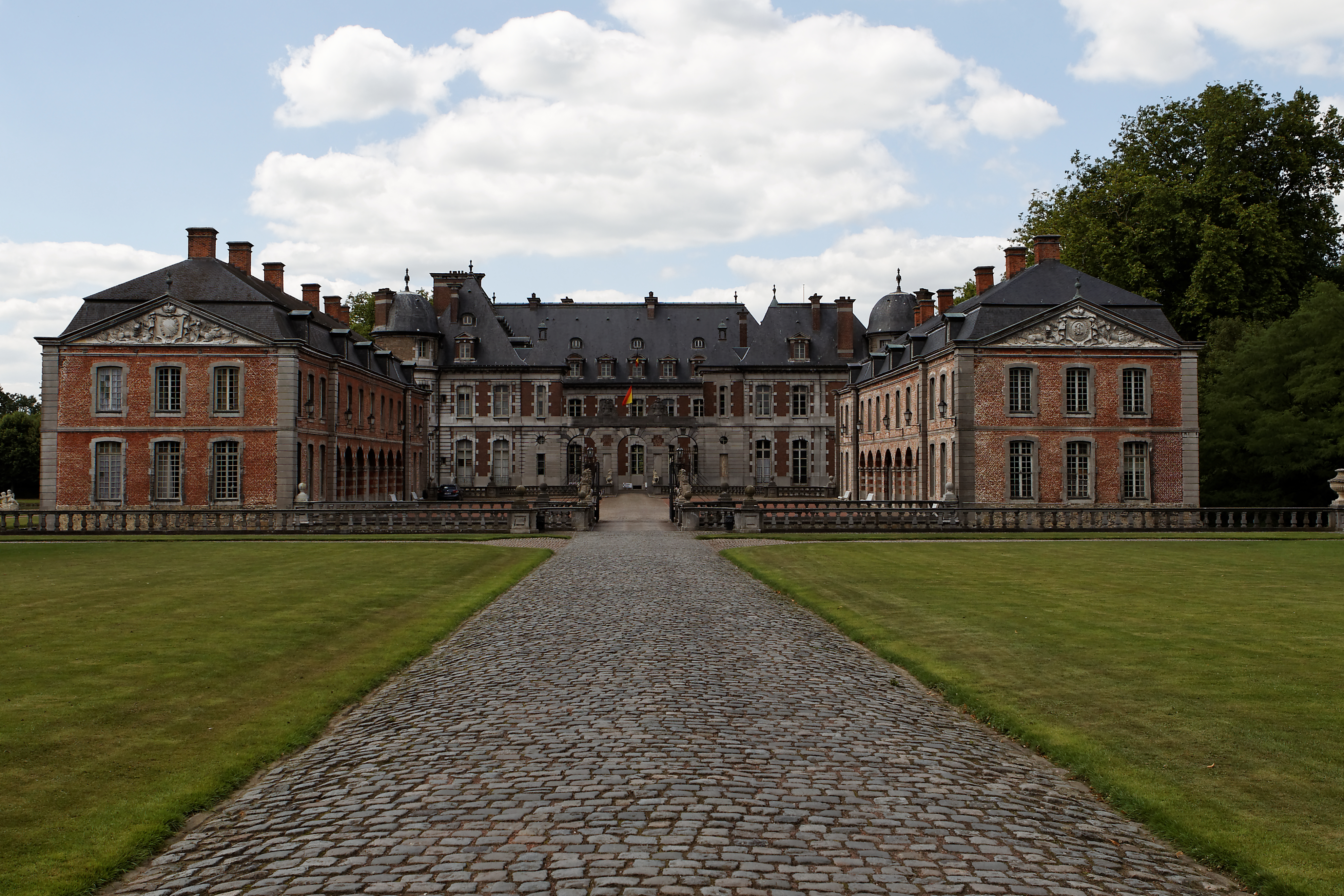
Château de Beloeil

Príncipe de Ligne é um título nobiliário belga.

## História
Do século XI, o título deriva de um vilarejo, localizado entre Ath e Tournai. Os senhores de Ligne pertencem ao séqüito do Conde de Hainaut no tempo das cruzadas. Eles começaram numa progressiva elevação da nobreza: barões no século XII, condes de Fauquemberg e príncipes de Épinoy no século XVII. Lamoral I recebeu do Imperador Rodolfo II os títulos Príncipe de Ligne e Príncipe do Sacro Império Romano-Germânico.

## Barão de Ligne
- Michel III de Ligne, Barão de Ligne e de Brabançon (+1468).

## Conde de Ligne
- Jacques de Ligne, Conde de Ligne, Príncipe de Fauquemberg, Príncipe de Mortagne, Barão de Beloeil (c. 1552).
- Philippe de Ligne, Conde de Ligne e de Fauquemberg, Barão de Wassenaer e de Bailleul, Visconde de Leiden (1533-1583).

## Príncipes de Ligne
Lista de principes de Ligne:
| Nome                                                           | Retrato | Nascimento                                                                                   | Cônjuge | Morte                          |
| -------------------------------------------------------------- | ------- | -------------------------------------------------------------------------------------------- | --- | ------------------------------ |
| Lamoral I 2 de agosto de 1601 – 6 de fevereiro de 1624         |         | 19 de julho de 1563 filho de Filipe, Conde de Ligne e Margareth de Lalaing                   | Anne-Marie de Melun 7 de setembro de 1584 6 filhos | 6 de fevereiro de 1624 60 anos |
| Albert Henri 6 de fevereiro de 1624 – 1 de maio de 1641        |         | 27 de dezembro de 1615 filho de Florent de Ligne e Louise de Lorena-Chaligny                 | Claire-Marie de Nassau-Siegen 27 de janeiro de 1634 0 filhos                                                                                                | 1 de maio de 1641 25 anos      |
| Claude Lamoral I 1 de maio de 1641 – 21 de dezembro de 1679    |         | 8 de novembro de 1618 filho de Florent de Ligne e Louise de Lorena-Chaligny                  | Claire-Marie de Nassau-Siegen 1646 10 filhos | 21 de dezembro de 1679 61 anos |
| Henri 21 de dezembro de 1679 – 8 de fevereiro de 1702          |         | 4 de fevereiro de 1644 filho de Claude Lamoral I e Claire-Marie de Nassau-Siegen             | Juana Francisca Folch de Cardona 12 de janeiro de 1677 7 filhos                                                                                             | 8 de fevereiro de 1702 58 anos |
| Antoine Joseph 8 de fevereiro de 1702 – 8 de fevereiro de 1702 |         | 10 de maio de 1682 filho de Henri e Juana Francisca Folch de Cardona                         | | 9 de agosto de 1750 68 anos    |
| Claude Lamoral II 9 de agosto de 1750 – 7 de abril de 1766     |         | 7 de agosto de 1685 filho de Henri e Juana Francisca Folch de Cardona                        | Elisabeth Alexandrina de Salm 18 de março de 1721 4 filhos                                                                                                  | 7 de abril de 1766 80 anos     |
| Charles-Joseph 7 de abril de 1766 – 13 de dezembro de 1814     |         | 12 de maio de 1735 filho de Claude Lamoral II e Elisabeth Alexandrina de Salm                | Marie Francisca de Liechtenstein 12 de janeiro de 1677 7 filhos                                                                                             | 13 de dezembro de 1814 89 anos |
| Eugène I 13 de dezembro de 1814 – 20 de maio de 1880           |         | 28 de janeiro de 1804 filho de Louis-Eugene de Ligne e Louise van der Noot de Duras          | Amélie Melanie de Conflans 12 de maio de 1823 2 filhos Nathalie de Trazegnies 21 de julho de 1834 1 filha Hedwige Lubomirska 28 de outubro de 1836 4 filhos | 20 de maio de 1880 76 anos     |
| Louis 20 de maio de 1880 – 27 de agosto de 1918                |         | 12 de janeiro de 1857 filho de Henri Maximilian de Ligne e Marguerite de Talleyrand-Périgord | Elisabeth de La Rochefoucauld 26 de julho de 1884 1 filha                                                                                                   | 27 de agosto de 1918 64 anos   |
| Ernest 27 de agosto de 1918 – 23 de junho de 1937              |         | 13 de janeiro de 1857 filho de Henri Maximilian de Ligne e Marguerite de Talleyrand-Périgord | Diane de Cossé-Brissac 4 de janeiro de 1887 9 filhos | 23 de junho de 1937 80 anos    |
| Eugène II 23 de junho de 1937 – 26 de junho de 1960            |         | 10 de agosto de 1893 filho de Ernest e Diane de Cossé-Brissac                                | Philippine de Noailles 31 de março de 1917 5 filhos | 26 de junho de 1960 66 anos    |
| Baudouin 26 de junho de 1960 – 3 de março de 1985              |         | 27 de novembro de 1918 filho de Eugène II e Philippine de Noailles                           | Monique de Bousies 19 de janeiro de 1946 0 filhos | 3 de março de 1985 66 anos     |
| Antoine 3 de março de 1985 – 21 de agosto de 2005              |         | 27 de novembro de 1918 filho de Eugène II e Philippine de Noailles                           | Alice de Luxemburgo 17 de agosto de 1950 7 filhos | 21 de agosto de 2005 80 anos   |
| Michel 21 de agosto de 2005 – atualidade                       |         | 26 de maio de 1951 filho de Antoine e Alice de Luxemburgo                                    | Eleonora de Orléans e Bragança 10 de março de 1981 2 filhos                                                                                                 |                                |

## Cavaleiros do Tosão de Ouro
Muitos dos Príncipes do Ligne foram também cavaleiros da Ordem do Tosão de Ouro. Abaixo está a lista com tais príncipes, bem como os anos de suas investiduras.
- 1599 - Lamoral, 1° Príncipe de Ligne
- 1646 - Claude Lamoral, 3° Príncipe de Ligne
- 1684 - Henri, 4° Príncipe de Ligne
- 1721 - Claude Lamoral, 6° Príncipe de Ligne
- 1846 - Eugène, 8° Príncipe de Ligne
- 1930 - Ernest, 10° Príncipe de Ligne
- 1954 - Eugène, 11° Príncipe de Ligne
- ???? - Antoine, 13° Príncipe de Ligne